# 艾沙基林清真寺
艾沙基林清真寺，或一般大眾稱為Masjid KLCC，是一座位處吉隆坡城中城的清真寺，其阿拉伯語名稱之意為“感恩的人”，於1998年開幕。在1999年7月，此清真寺管理權轉交至聯邦直轄區回教理事會（Federal Territory Islamic Religious Council），在之前，清真寺內的禮拜堂僅開放給馬來西亞國家石油的員工使用。

## 建築風格
此清真寺位在吉隆坡雙峰塔隔壁，正門面向城中城公園，建築風格是伊斯蘭建築與现代主义建筑混合而成，佔地21公頃，樓高兩層。因為其獨特的造型，被官方形容為是“城中城公園上的寶石”，是城中城顯眼的地標之一，而且不設有尖塔，這在一般清真寺的建築中，是非常罕見的。其內部的大理石和花崗石雕刻由烏茲別克的工匠完成，其雕刻內容的元素融合了東亞和西亞的文化元素。
在2009年，清真寺內部曾進行大規模的整修，其內部容量從原本僅能容納6千人擴大至1萬2千人。

## 到訪名人
作為吉隆坡市區內主要的清真寺，這裡曾接待不少國內外著名的政要和名人。英國皇室成員威廉王子與凱特王妃曾在2012年9月訪問馬來西亞時，到清真寺內會見民眾。